# U19 Champions Trophy
Die U19 Champions Trophy ist ein Fußballturnier für U-19-Nachwuchsmannschaften, das seit 1963 jährlich zu Ostern zunächst vom BV 04 Düsseldorf ausgerichtet und im Stadion an der Roßstraße im Düsseldorfer Stadtteil Golzheim ausgetragen wird.

## Geschichte
Ursprünglich lief das Turnier unter der Bezeichnung „Osterturnier“ und diente primär der Völkerverständigung. Nach der Umbenennung in „Nokia-Debitel-Cup“ wurde das Turnier professionalisiert. Inzwischen hat sich die Veranstaltung soweit etabliert, dass die Organisatoren bei der Auswahl des Teilnehmerfelds restriktive Anforderungen stellen. Mit wenigen Ausnahmen werden nur noch die Vereine eingeladen, deren Profimannschaften sich in der laufenden Spielzeit für die Europa League oder Champions League qualifiziert hatten.

## Teilnehmer
Die Teilnehmerliste umfasst die führenden europäischen Fußballklubs. Internationale Mannschaften wie FC Barcelona, FC Liverpool, FC Chelsea, Juventus Turin standen bisher auf der Teilnehmerliste. Aber auch nationale Spitzenvereine wie Borussia Dortmund, Bayer Leverkusen, Bayern München oder auch Fortuna Düsseldorf nahmen an diesem Turnier bereits teil. Zu den Teilnehmern gehörten auch die U-19-Nationalmannschaften von UdSSR, Polen, CSSR, Israel, Griechenland, Türkei, Südafrika, Kamerun und Marokko.

### Teilnehmer 2016
- FC Red Bull Salzburg (Titelverteidiger)
- Benfica Lissabon
- Besiktas Istanbul
- 1. FC Köln
- BV 04 Düsseldorf
- Tottenham Hotspur
- PSV Eindhoven
- Japan Highschool Selection
- Borussia Mönchengladbach
- Fortuna Düsseldorf

Das Turnier 2016 gewann zum dritten Mal in Folge der FC Red Bull Salzburg durch einen 1:0-Finalsieg gegen Besiktas Istanbul.

## Turniermodus
Die zehn teilnehmenden Mannschaften werden in zwei Gruppen eingeteilt, die von Donnerstag bis Sonntag im Modus „Jeder gegen Jeden“ ausgetragen werden. Die zwei besten Mannschaften jeder Gruppe qualifizieren sich für das Halbfinale am Montagmorgen, die Spiele um Platz 5 und 3 sowie das Finale finden am Montagnachmittag statt. Enden Spiele am Montag nach der regulären Spielzeit von 2 × 25 Minuten mit einem Unentschieden, so findet im Anschluss ein Elfmeterschießen statt.

## Siegermannschaften
- 1963: TuRU Düsseldorf
- 1964: Wacker 04 Berlin
- 1965: BV 04 Düsseldorf
- 1966: BV 04 Düsseldorf
- 1967:  Auswahlteam Tirol
- 1968: BV 04 Düsseldorf
- 1969:  Slavia Prag
- 1970:  FC Fulham
- 1971:  Griechenland
- 1972:  Aston Villa
- 1973:  Aston Villa
- 1974:  Swindon Town
- 1975:  Cardiff City
- 1976:  Lokomotive Sofia
- 1977:  FC Fulham
- 1978:  FC Fulham
- 1979:  Tottenham Hotspur
- 1980: FC Bayern München
- 1981:  Celtic Glasgow
- 1982:  Sowjetunion
- 1983: 1. FC Kaiserslautern
- 1984:  Türkei
- 1985:  Sowjetunion
- 1986:  Sowjetunion
- 1987:  Tottenham Hotspur
- 1988:  Sowjetunion
- 1989: Werder Bremen
- 1990:  Torpedo Moskau
- 1991: VfB Stuttgart
- 1992:  Inter Mailand
- 1993: Eintracht Frankfurt
- 1994:  AC Florenz
- 1995:  AC Florenz
- 1996:  FC Liverpool
- 1997: TSV 1860 München
- 1998:  FC Liverpool
- 1999:  PSV Eindhoven
- 2000:  FC São Paulo
- 2001: Werder Bremen
- 2002: Borussia Dortmund
- 2003: Bayer 04 Leverkusen
- 2004:  Juventus Turin
- 2005: Borussia Dortmund
- 2006: Werder Bremen
- 2007: Bayer 04 Leverkusen
- 2008:  FK Dynamo Moskau
- 2009: Borussia Dortmund
- 2010: VfB Stuttgart
- 2011:  PSV Eindhoven
- 2012: Fortuna Düsseldorf
- 2013:  Hochschulauswahl Japan
- 2014:  FC Red Bull Salzburg
- 2015:  FC Red Bull Salzburg
- 2016:  FC Red Bull Salzburg
- 2017:  FC Red Bull Salzburg
- 2018:  Hochschulauswahl Japan
- 2019:  Dinamo Zagreb[6]
- 2020: Turnier entfallen
- 2021: Turnier entfallen
- 2022: Borussia Mönchengladbach
- 2023  Hochschulauswahl Japan
- 2024:  FC Everton